# Listă de personalități din Belgrad
Această listă de personalități marcante din Belgrad cuprinde o enumerare alfabetică a celor mai reprezentative persoane născute în capitala Serbiei.

## A
- Alexandru I al Serbiei (1876 - 1903), rege al Serbiei;

## B
- Bebi Dol (n. 1964), compozitoare, actriță;
- Walter Biemel (1918 – 2015), filozof.

## C
- Danica Curcic (n. 1985), actriță daneză;
- Dragana Cvijić (n. 1990), handbalistă.

## D
- Sanja Damnjanović (n. 1987), handbalistă;
- Marina Dmitrović (n. 1985), handbalistă;
- Novak Đoković (n. 1987), jucător de tenis;
- Bebi Dol (n. 1964), compozitoare și actriță;
- Srđan Dragojević (n. 1963), regizor, scenarist;
- Kristina Dukic (2000 – 2021), vedetă online.

## G
- Marko Grujić (n. 1996), fotbalist.

## I
- Flavius Claudius Iovianus[1] (c. 331 - 364), împărat roman;
- Ana Ivanović (n. 1987), jucătoare de tenis;
- Pavle Ivić (1924 – 1999), lingvist.

## J
- Anđela Janjušević (n. 1995), handbalistă;
- Jelena Janković (n. 1985), jucătoare de tenis;
- Soja Jovanović (1922 – 2002), regizoare.

## K
- Olivera Katarina, actriță, cântăreață și scriitoare;
- Miomir Kecmanović (n. 1999), tenismen;
- Mateja Kežman (n. 1979), fotbalist;
- Jovana Kovačević (n. 1996), handbalistă.

## L
- Dušan Lajović (n. 1990), tenismen;
- Ana Lasić (n. 1972), scenaristă, dramaturgă;
- Andrea Lekić (n. 1987), handbalistă.

## M
- Suzana Mančić (n. 1956), actriță, cântăreață;
- Nikola Milenković (n. 1997), fotbalist;
- Stefan Mitrović (n. 1990), fotbalist;
- Žika Mitrović (1921 – 2005), regizor, scenarist.

## N
- Daniel Nestor (n. 1972), jucător canadian de tenis de origine sârbă;
- Miloš Ninković (n. 1984), fotbalist;
- Branislav Nușici (1864 – 1938), scriitor.

## P
- Marko Pantelić (n. 1978), jucător de fotbal;
- Bratislav Petković (1948–2021), dramaturg, regizor, scenarist și politician;
- Petru I (1844 - 1921), rege al Serbiei.

## R
- Ljubiša Rajić (1947–2012), filolog, scriitor și traducător
- Antonio Rukavina (n. 1984), fotbalist.

## S
- Dušan Simović⁠(d) (1882 – 1962), premier;
- Uroš Spajić (n. 1993), fotbalist;
- Bojana Stamenov (n. 1986), cântăreață;
- Dejan Stanković (n. 1978), fotbalist;
- Dragan Stojnić (1937 - 2003), cântăreț;
- János Szász (1927–2006), scriitor, poet, jurnalist și traducător maghiar din România;
- Zorán Sztevanovity (n. 1942), cântăreț, instrumentist și compozitor maghiar de origine sârbă.

## V
- Rade Veljović (n. 1986), fotbalist;
- Dušan Vlahović (n. 2000), fotbalist;
- Vladimir Volkov (n. 1986), fotbalist;
- Nikola Vujadinović (n. 1986), fotbalist;
- Filip Vujanović (n. 1954), președinte al Republicii Muntenegru;
- Sanja Vujović (n. 1987), handbalistă.

## W
- Franz Xaver von Wulfen (1728 – 1805), preot, botanist.

## Z
- Nenad Zimonjić (n. 1976), jucător de tenis.